# فرناندو آرامبورو
فرناندو آرامبورو (بالإسبانية: Fernando Aramburu)‏‏ (1959 في سان سيباستيان - ) شاعر، وروائي، وكاتب مقالات، وكاتب قصص قصيرة، وكاتب للأطفال، ومترجم، ومدرس، وحكيم من إسبانيا.

## الجوائز
- جائزة المكتبة القصيرة [الإنجليزية]‏
- Premio Tusquets de Novela [الإنجليزية]‏
- الجائزة الوطنية للرواية
- Premio Real Academia Española  [لغات أخرى]‏

## روابط خارجية
- فرناندو آرامبورو على موقع IMDb (الإنجليزية)
- فرناندو آرامبورو على موقع مونزينجر (الألمانية)